# У скрутному становищі
«У скрутному становищі» (англ. Stranded) — фантастичний бойовик.

## Сюжет
Через неполадки російська космічна станція «Авна» невдовзі згорить в атмосфері Землі. Відважній команді американського «Шатла» доручено за будь-яку ціну врятувати космонавтів і результати випробування «Прометея» - унікального апарата для видобутку наддешевого палива. Але ніхто не знає, що купка продажних чиновників і військових зробить усе, щоб знищити секретні дані, навіть якщо доведеться пожертвувати станцією і її екіпажем.

## У ролях
- Майкл Дудікофф — Ед Карпентер
- Айс-Ті — Джеффріс
- Ханнес Еніке — Джек МакКендрік
- Пол Майкл Робінсон
- Іветт Ніпар — Сьюзан Міллер
- Річард Габай — Пітер
- Кеті Геррен — Кетрін Марш
- Алекс Відов — Юрій
- Лада Бодер — Таня
- Майкл Кавана — адмірал Феррелл
- Роберт Донован — майор Кронстен
- Арт Гіндл — Оуен Марш
- Ларрі Поіндекстер — Нік
- Ендрю Стівенс — Філ Ендрюс
- Чік Веннера — Владі
- Даб-Сі — Скотт Річмонд